# Lee Hyun
Lee Hyun (Hangul: 이현; sinh ngày 8 tháng 11 năm 1983), là một nam ca sĩ người Hàn Quốc. Anh ra mắt vào năm 2007 với tư cách là thành viên của nhóm nhạc nam nữ 8Eight, nhóm đã tan rã vào năm 2014. Anh cũng là thành viên của bộ đôi Homme từ năm 2010 đến năm 2018.

## Sự nghiệp

### 2007–2014: 8Eight
Lee Hyun gia nhập Big Hit Entertainment với tư cách là thực tập sinh vào năm 2005 và ký hợp đồng với công ty vào năm 2007. Cùng năm đó, anh ra mắt với tư cách là thành viên của nhóm nhạc nam nữ 8Eight, cùng với Baek Chan và Joo Hee. Nhóm đã phát hành 3 album phòng thu từ năm 2007–2009 và 2 mini album từ năm 2010–2011. Vào ngày 21 tháng 12 năm 2014, Big Hit thông báo rằng hợp đồng của Baek Chan và Joo Hee đã hết hạn và các hoạt động quảng bá tiếp theo của nhóm đã bị hủy bỏ. Công ty cho biết các thành viên vẫn là bạn bè và không loại trừ khả năng nhóm sẽ tái hợp trong tương lai. Trong suốt 7 năm hoạt động trong ngành, 8Eight đã trở thành một trong những nhóm nhạc hàng đầu tại Hàn Quốc. Bài hát "Let’s Not Go Crazy" của nhóm được phát hành vào ngày 9 tháng 9.
Vào ngày 31 tháng 1 năm 2021, Big Hit thông báo rằng 8Eight sẽ trở lại vào tháng 2 với một đĩa đơn được sáng tác bởi "Hitman" Bang và Wonderkid, để kỷ niệm 10 năm ra mắt đĩa đơn "Without A Heart". Vào ngày 6 tháng 2, Lee Hyun đã đăng tải một bức ảnh mới của 8Eight lên tài khoản Twitter của mình, thông báo về việc sắp phát hành đĩa đơn. Bài hát được phát hành vào ngày 7 tháng 2 và đánh dấu lần đầu tiên nhóm hát cùng nhau sau 6 năm kể từ khi nhóm tạm thời tan rã.

### 2010–2018: Homme
Vào năm 2010, Lee Hyun trở thành một phần của bộ đôi Homme với Changmin của 2AM. Nhóm đã phát hành đĩa đơn "I Was Able To Eat Well" có sự góp mặt của Lee Chae-young. Changmin sau đó đã ký hợp đồng độc quyền với Big Hit vào năm 2015. Hợp đồng hết hạn vào cuối tháng 1 năm 2018 và Big Hit đã thông báo vào ngày 1 tháng 2 rằng Changmin đã chọn rời công ty và thành lập công ty riêng. Lee Hyun vẫn gắn bó với công ty với tư cách là một nghệ sĩ solo.

### 2009–nay: Hoạt động cá nhân
Lee Hyun phát hành đĩa đơn solo đầu tiên của mình vào ngày 9 tháng 9 năm 2009. Bài hát đầu tiên "30 Minutes Ago" là một bản song ca với Lim Jeong-hee, bài hát thứ ba và cũng là bài hát cuối cùng do Bang Si-hyuk sáng tác cho bộ ba "Goodbye" sau "Like Being Hit By a Bullet" của Baek Ji-young và "Without a Heart" của 8Eight. Video âm nhạc được phát hành cùng ngày với album và có sự tham gia của nữ diễn viên Sunwoo Sun. Lee Hyun đã có buổi biểu diễn đầu tiên cho "30 Minutes Ago" trên Music Bank vào ngày 11 tháng 8 năm 2009. Vào ngày 16 tháng 11 năm 2009, anh góp giọng trong nhạc phim Invincible Lee Pyung Kang với bài hát "Breath". Lee Hyun đã góp giọng trong nhạc phim Đại nghiệp với bài hát "Why Make Me Cry". Vào năm 2012, anh phát hành album solo đầu tiên mang tên The Healing Echo.
Vào năm 2019, Lee Hyun đã góp giọng trong album nhạc phim BTS World: Original Soundtrack của BTS, phát hành vào ngày 28 tháng 6 năm 2019 — anh đã thể hiện bài hát "You Are Here".
Vào tháng 3 năm 2021, Lee Hyun gia hạn hợp đồng với Big Hit và tuyên bố mở kênh YouTube của riêng mình để kỷ niệm 14 năm gắn bó với công ty. Vào ngày 1 tháng 6, truyền thông Hàn Quốc thông báo rằng Lee sẽ góp giọng trong nhạc phim cho mùa 2 của bộ phim truyền hình Love (ft. Marriage and Divorce) của TV Chosun. Anh đã phát hành bài hát "Deep Sadness" (phần 5 của nhạc phim), một bản ballad đầy cảm xúc về cảm giác đau lòng khi mất đi một người thân yêu và khao khát họ, vào ngày 26. Vào tháng 7, anh đã phát hành đĩa đơn đầu tiên kể từ khi gia hạn hợp đồng, "Moon in the Ocean".

## Đời tư
Vào ngày 8 tháng 10 năm 2012, Lee Hyun nhập ngũ để thực hiện nghĩa vụ quân sự. Anh được đào tạo cơ bản trong 5 tuần trước khi phục vụ như một người lính tại ngũ trong 21 tháng. Vào tháng 1 năm 2013, Lee Hyun đã đóng vai chính trong một vở nhạc kịch quân đội, The Promise. Nó được hợp tác sản xuất bởi Bộ Quốc phòng và Hiệp hội Sân khấu Nhạc kịch Hàn Quốc để kỷ niệm 60 năm ngày ký hiệp định đình chiến. Vở nhạc kịch diễn ra từ ngày 9 đến ngày 20 tháng 1 tại Nhà hát Quốc gia Hàn Quốc, với sự tham gia của các diễn viên Ji Hyun-woo, Kim Mu-yeol và Jung Tae-woo, cũng như các ca sĩ Leeteuk của Super Junior và Yoon Hak của Supernova. Anh xuất ngũ vào ngày 7 tháng 7 năm 2014.

## Danh sách đĩa nhạc

### Album phòng thu
| Tên              | Chi tiết album | Vị trí cao nhất | Doanh số      |
| Tên              | Chi tiết album | KOR             | Doanh số      |
| ---------------- | --- | --------------- | ------------- |
| The Healing Echo | - Phát hành: 2 tháng 1, 2012 - Hãng đĩa: Big Hit Entertainment - Định dạng: CD, tải kỹ thuật số Danh sách bài hát 1. Because You Are You (너니까) 2. Because of a Woman Like You (너란 여자 때문에) 3. It's Impossible (불가능해) 4. You Are the Right Girl (넌 나에게 꼭 맞춤) 5. I Can't Forget You (못 잊어) 6. Although You Said So (다며) [acoustic mix] 7. 30 Minutes Ago (30분전) 8. You Are the Best of My Life (내꺼중에 최고) 9. We Can't Love Each Other (우린 사랑해선 안됩니다) (hợp tác với Joo Hee của 8Eight) | 24              | - Hàn: 1,267+ |

### Mini album
| Tên | Chi tiết mini album | Vị trí cao nhất | Doanh số |
| Tên | Chi tiết mini album | KOR             | Doanh số |
| --- | --- | --------------- | -------- |
| 내꺼중에 최고 (You Are the Best of My Life)                                                             | - Phát hành: 15 tháng 2, 2011 - Hãng đĩa: Big Hit Entertainment - Định dạng: CD, tải kỹ thuật số Danh sách bài hát 1. You Are the Best of My Life (내꺼중에 최고) 2. Slander (악담) 3. Heartbeat (hợp tác với Song Hee-ran) 4. Bad Girl (hợp tác với Glam & BTS) 5. You Make Me Cry (왜 나를 울려요) | —               | —        |
| "—" biểu thị cho các bản phát hành không có trong bảng xếp hạng hoặc không được phát hành ở khu vực đó. | |                 |          |

### Đĩa đơn
| Tên | Năm     | Vị trí cao nhất | Doanh số       | Album                                       |
| Tên | Năm     | KOR             | Doanh số       | Album                                       |
| Đĩa đơn                                                                                                 | Đĩa đơn | Đĩa đơn         | Đĩa đơn        | Đĩa đơn                                     |
| --- | ------- | --------------- | -------------- | ------------------------------------------- |
| "30 Minutes Ago" (30분전) (hợp tác với Lim Jeong-hee                                                    | 2009    | —               | —              | 30 Minutes Ago                              |
| "Slander" (악담)                                                                                        | 2011    | 27              | —              | 내꺼중에 최고 (You Are the Best of My Life) |
| "내꺼중에 최고 (You Are the Best of My Life)"                                                           | 2011    | 3               | - KOR: 932,800 | 내꺼중에 최고 (You Are the Best of My Life) |
| "Although You Said So" (다며) (hợp tác với Mighty Mouth)                                                | 2011    | 11              | - KOR: 822,589 | Đĩa đơn không có trong album                |
| "Because You Are You" (너니까)                                                                          | 2012    | 5               | - KOR: 832,401 | The Healing Echo                            |
| "Senseless Me" (촌스러워서)                                                                             | 2012    | 20              | - KOR: 243,455 | Đĩa đơn không có trong album                |
| "Your Lips" (입술자국)                                                                                  | 2017    | —               | —              | Đĩa đơn không có trong album                |
| "Will There Be a Next?" (다음이 있을까)                                                                 | 2018    | —               | —              | Đĩa đơn không có trong album                |
| "Moon in the Ocean" (바닷속의 달)                                                                       | 2021    | —               | —              | Đĩa đơn không có trong album                |
| Hợp tác                                                                                                 |         |                 |                |                                             |
| "Burn" (타버려) (với Jeong U)                                                                           | 2010    | 80              | —              | Đĩa đơn không có trong album                |
| "Heal" (với Han Go-eun)                                                                                 | 2010    | —               | —              | Đĩa đơn không có trong album                |
| "After Losing You" (널 잃고 보니) (với Kan Mi-youn)                                                     | 2012    | 62              | —              | Đĩa đơn không có trong album                |
| "At the End of the Winter" (겨울 끝에서) (với Jang Hee-young)                                           | 2015    | 72              |                | Đĩa đơn không có trong album                |
| "It's Raining" (비가 내려와) (với Zia)                                                                  | 2015    | 42              |                | Đĩa đơn không có trong album                |
| "Pretty Bae" (예쁜사람) (với Park Bo-ram)                                                               | 2015    | 53              |                | Đĩa đơn không có trong album                |
| Nhạc phim                                                                                               |         |                 |                |                                             |
| "I Can't Breath" (숨이 막혀)                                                                            | 2009    | —               | —              | Invincible Lee Pyung Kang OST               |
| "You Make Me Cry" (왜 나를 울려요)                                                                      | 2010    | 66              | —              | Big Thing OST                               |
| "Best Love" (최고의 사랑)                                                                               | 2012    | 50              |                | Fashion King OST                            |
| "My Heartache" (가슴이 시린 게)                                                                         | 2012    | 4               |                | A Gentleman's Dignity OST                   |
| "Engraved in My Heart" (가슴에 새겨져)                                                                  | 2012    | 48              |                | The King of Dramas OST                      |
| "Though It Hurts, It's Okay" (아파도 괜찮아)                                                            | 2014    | 91              |                | Birth of a Beauty OST                       |
| "Close My Eyes" (눈을 감아도)                                                                           | 2016    | —               |                | Come Back Mister OST                        |
| "You Are Love" (그대 사랑)                                                                              | 2016    | —               |                | Blow Breeze OST                             |
| "Because It's You" (그대라서)                                                                           | 2016    | —               |                | Dr. Romantic OST                            |
| "You Are Here"                                                                                          | 2019    | —               | —              | BTS World: Original Soundtrack OST          |
| "Somebody"                                                                                              | 2019    | —               | —              | Joseon Survival Period OST                  |
| "Deep Sadness" (깊은 슬픔)                                                                              | 2021    | —               |                | Love (ft. Marriage and Divorce) 2 OST       |
| "—" biểu thị cho các bản phát hành không có trong bảng xếp hạng hoặc không được phát hành ở khu vực đó. |         |                 |                |                                             |

## Giải thưởng
| Năm  | Giải thưởng             | Hạng mục                                           | Đề cử                         | Kết quả | Nguồn  |
| ---- | ----------------------- | -------------------------------------------------- | ----------------------------- | ------- | ------ |
| 2011 | Mnet Asian Music Awards | Nghệ sĩ nam biểu diễn giọng hát solo xuất sắc nhất | "You are the Best of My Life" | Đề cử   | [ 24 ] |